# L'Ombre du bourreau
L'Ombre du bourreau (titre original : The Shadow of the Torturer) est un roman de Gene Wolfe publié en 1980. Il a reçu le prix British Science Fiction du meilleur roman 1981. Il est le premier tome d'une pentalogie intitulée Le Livre du second soleil de Teur ou Le Livre du nouveau soleil selon les éditeurs.

## Éditions
- The Shadow of the Torturer, Timescape Books, 1980, 303 p.  (ISBN 0671253255)
- L'Ombre du bourreau, Denoël, coll. « Présence du futur » no 321, mai 1981, trad. William Olivier Desmond, 352 p.  (ISBN 2207303217)
- L'Ombre du bourreau, Gallimard, coll. « Folio SF » no 348, septembre 2009, trad. William Olivier Desmond et Patrick Marcel, 480 p.  (ISBN 9782070398843)

## Le Livre du second soleil de Teur
- L'Ombre du bourreau
- La Griffe du demi-dieu
- L'Épée du licteur
- La Citadelle de l'Autarque
- Le Nouveau Soleil de Teur